# Robert Coover
Robert Lowell Coover (Charles City, 4 febbraio 1932 – Warwick, 5 ottobre 2024) è stato uno scrittore e slavista statunitense, professore alla Brown University.

## Biografia

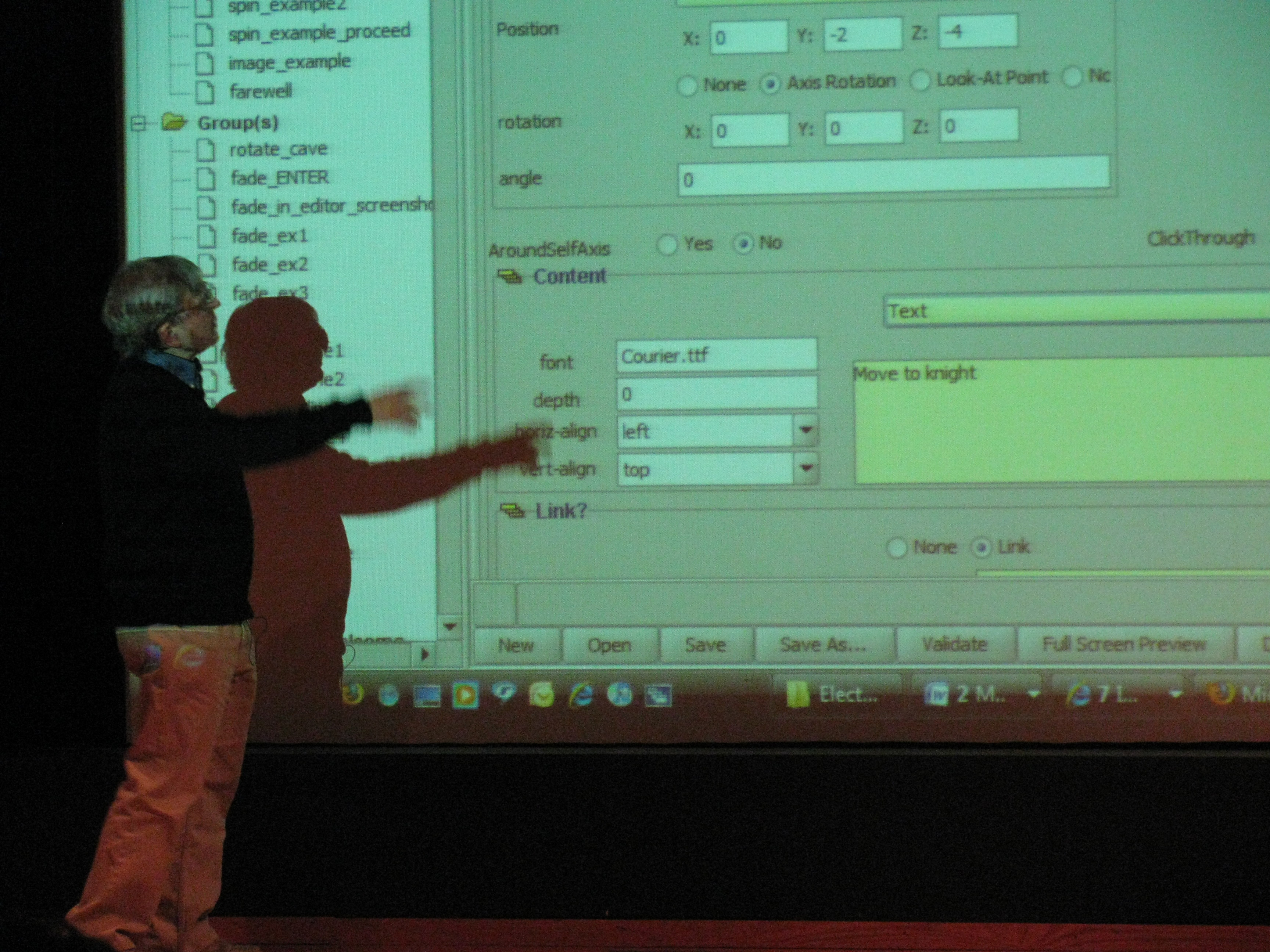
Robert Coover mentre dà una dimostrazione del software "CaveWriting”

Coover frequentò la Southern Illinois University Carbondale, laureandosi in letteratura slava nel 1955. Dopo aver prestato servizio nella marina, ricevette un master dall'università di Chicago nel 1965. Lavorò quindi come professore in diversi atenei, soprattutto la Brown University.
Il suo primo romanzo fu The Origin of the Brunists, nel quale l'unico sopravvissuto ad un incidente in miniera dà vita ad un culto religioso.
Il secondo libro, intitolato The Universal Baseball Association, Inc., J. Henry Waugh, Prop.. Waugh, è incentrato su un timido contabile solitario che crea un gioco di baseball nel quale ogni mossa è determinata dal lancio dei dadi.
Tuttavia, il suo lavoro più noto è The Public Burning, relativo al caso di Julius ed Ethel Rosenberg, inserito nel filone del realismo magico. Metà del libro parla del mitico eroe Zio Sam, l'altra metà degli sforzi di Richard Nixon.
Coover fu uno dei fondatori della Electronic Literature Organization. Nel 1987 fu dichiarato vincitore del Rea Award for the Short Story, riconosciuto come uno dei principali autori di racconti del periodo, primo fra tutti Seven Exemplary Fictions, contenuto nel suo libro Pricksongs and Descants del 1969.
Coover morì a Warwick il 5 ottobre 2024 all'età di 92 anni.

## Opere
- Street Cop, illustrazioni di Art Spiegelman, traduzione di N. Gobetti, Einaudi editore, Stile libero extra, 2023  [2021], ISBN 9788806259334.
- La babysitter e altre storie (NNEditore, 2019)
- Huck Finn nel West (Huck Out West, 2017) (tr. Riccardo Duranti, NNEditore, 2021)
- The Brunist Day of Wrath (2014)
- NOIR (2010)
- A Child Again (2005)
- Stepmother (2004)
- The Adventures of Lucky Pierre (Director's Cut) (2002)
- The Grand Hotels (of Joseph Cornell) (2002)
- Ghost Town (1998)
- John's Wife (1996)
- Briar Rose (1996)
- The End of Books (1992) (essay)
- Dr. Chen's Amazing Adventure (1991)
- Pinocchio in Venice (1991)
- Un campione in tutte le arti (Whatever Happened to Gloomy Gus of the Chicago Bears, 1987) (tr. Luigi Schenoni, Guanda, 1989)
- Una serata al cinema, o questo lo devi ricordare (A Night at the Movies or, You Must Remember This, 1987) (tr. Luigi Schenoni, Feltrinelli, 1992)
- La festa di Gerald (Gerald's Party, 1986) (tr. Pier Francesco Paolini, Feltrinelli, 1988)
- In Bed One Night & Other Brief Encounters (1983)
- Sculacciando la cameriera (Spanking the Maid, 1982) (tr. Luigi Spagnol, Guanda, 1982)
- A Political Fable (1980)
- The Public Burning (1977)
- A Theological Position (1972) (plays)
- La babysitter (The Babysitter, 1969) (tr. Bruno Armando, Guanda, 1982)
- Pricksongs & Descants (1969) (short fiction)
- Il gioco di Henry (The Universal Baseball Association, Inc., J. Henry Waugh, Prop., 1968) (tr. Gino Scatasta, Fanucci, 2002)
- The Origin of the Brunists (1966)